# Terpezița
Terpeziţa é uma comuna romena localizada no distrito de Dolj, na região de Oltênia. A comuna possui uma área de 66.84 km² e sua população era de 1781 habitantes segundo o censo de 2007.